# Transformers: Generation 2

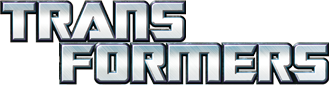
Logo van de franchise

Transformers: Generation 2 (ook bekend als Generation Two of G2) is de naam gegeven aan de Transformers speelgoedlijn en stripseries geproduceerd tussen 1993 en 1995. Met het verschijnen van G2 kregen alle tot dusver verschenen Transformers media de gezamenlijke naam Generation 1.

## Speelgoed
Generation 2 transformersspeelgoed veranderd de logo’s van de Autobots en de Decepticons. Ook kregen de afzonderlijke modellen meer kleuren. Gedurende de eerste twee jaar bestond het speelgoed uit Generation 2 uit heruitgaven van klassieke originele Transformers. Een groter percentage speelgoed bevatte elektronische lichtjes en geluiden.
In het tweede jaar werden veel nieuwe personages geïntroduceerd. Maar vanwege de populariteit van de G1 modellen werden ook deze opnieuw uitgebracht.
In het laatste jaar van Generation 2 werden veel modellen al niet meer uitgegeven onder de Generation 2 titel. De meest prominente titels onder deze naam waren de Cyberjets (3 kleine straaljager/robots) en de Go-Bots (vergelijkbaar met sommige Hot Wheels en Matchbox auto’s). Ongeveer 15 Go-Bots werden geproduceerd die onderling echter niet veel van elkaar verschilden.
Veel mogelijke modellen voor G2 kwamen niet verder dan prototypes.

## Animatieserie
Er is nooit een aparte Transformers: Generation 2 televisieserie gemaakt. In plaats daarvan werd de Transformers televisieserie opnieuw uitgezonden met een nieuwe computergeanimeerde intro en andere kleine veranderingen.
De originele afleveringen werden in deze serie gepresenteerd als beelden getoond door de Cybernetic Space Cube.
Veel van de personages in de show kwamen niet voor in de speelgoedlijn en vice versa.

## Strips
Marvel Comics produceerde een 12-delige stripserie getiteld Transformers: Generation 2. Deze strip bevatte wel de nieuwe Generation 2 personages, en veel personages uit de originele serie. De serie draaide om een groep Transformers die zichzelf Cybertronians noemden. Er was ook een nieuwe gemeenschappelijke vijand: de Swarm. De serie draaide dan ook voornamelijk om het verslaan van deze vijand.
Ook kregen veel personages een nieuwe vorm. Zo werd Megatron een tank door toedoen van de Cobra in G.I. Joe (Marvel) #139.
In Japan vertelden de strips echter een ander G2 verhaal. In dit verhaal hadden de Autobots en Decepticons werkelijk vrede gesloten, totdat een van Megatrons trouwste volgelingen wordt gedood door een groep mensen. De serie richtte zich nog meer op de nieuwe personages.